# Ортиничі
Орти́ничі — село Дрогобицького району Львівської області.
Розташоване над річкою Бистрицею, правою притокою Дністра.

## Історія
Перша писемна згадка про поселення припадає на 1387 р. - Hortynycze.
У період Середньовіччя Ортиничі були королівським селом. Зберігся привілей польського короля Сигізмунда І від 26 листопада 1538 р., за яким королівські комісари мали виміряти межі для чотирьох шляхетських господарств. З однієї із цих шляхетських родин на прізвище Лебідь і походив майбутній єпископ Сотер Ортинський, ЧСВВ — сім'я прибрала назву Ортинських. Решту села і його господарств у давні часи підпорядковувалися королівському старості у Самборі.
У ХІХ ст. село входило до однієї кадастрової громади разом із сусіднім селом Биків.
Станом на 1886 р. у селі діяла школа при церкві.

## Географія
Село розташоване на ріці Бистриця Тисьменицька на висоті 270 метрів над р.м.
Станом на 2015 рік Ортиничі у межах забудови займає площу 86,67 га або 0,87 км². З урахуванням приналежних полів, лісів тощо - 253 га або 2,53 км².

### Місцевості села
До складу села включений колишній присілок Мутвиці. За СРСР хутір у складі Ортинич належав до Ортиницької сільської ради, Биківської сільської ради, Дорожівської сільської ради, за України належить до Бистрицької сільської ради. Землями користувався колгосп у Дорожові. До церкви, до школи жителі, учні ходять в Ортиничі. У власності селян у 2007 р. було: 2 корови, 3 коні. У 2007 р. постійно проживали люди в 4 хатах, стояли порожніми 5 xaт. Сполучення з Дрогобичем – пішки до дороги Новошичі-Ріпчиці, далі - автобусами.
За переказами, хутір буцімто засновано на початку XIX ст. на полі, яке пан Ортинський передав бідним селянам для забудови. Селяни займались рільництвом, тваринництвом. До 1939 р. на лічувалось 35 хат, проживало понад 200 осіб. Була кузня. У 2007 р. проживало 7 осіб, всі українці.
Побутують варіантні назви: Мутриця, Мутвиця. 
Назву виводять від однойменного поля, на якому розташований хутір. Можливо, в основі назви лежить слово "мутна" вода річки, що часто виходить з берегів і затоплює його. 
За К. Тищенком, назва походить від ромського слова "мута>> - мито, митниця". Мабуть, стародавня митниця контролювала і збирала податки з річкових суден на р. Бистриці й навіть на Дністрі. Цікаво, що на Рівненщині теж існує село Мутвиця. У назві наголошують літеру "у". Мабуть, первісно назва звучала як Мутниця, Митниця, але в результаті народного пристосу вання набула нинішньої форми.
Назва села Мутвиця тлумачиться лінгвістами як «мутва», «канава з водою», «озерце». «Мутвиця» – риболовне місце у вигляді затоки.

### Вулиці села
В Ортиничах є три урбаноніми: 
вулиця Зарічна, Озерна та на хуторі Мутвиці - Калинівська вулиця.

## Населення
У 1880 р. у громаді сіл Биків та Ортиничі було 376 жителів, у панському маєтку — ще семеро. З усіх їх тільки двоє були римо-католиками, а решту — греко-католиками.
Станом на 2015 р. у селі проживало 151 людина.

## Відомі люди
Уродженцем села Ортиничі є перший єпископ УГКЦ в Америці Сотер Стефан Ортинський, ЧСВВ (29 січня 1866 — 24 березня 1916). Народився в місцевій українській релігійній шляхетській сім'ї, де батьки виховували п'ятеро дітей. В Ортиничах майбутній єпископ закінчив народну школу.
```
Уродженцем села Ортиничі є педагог і громадський діяч Гурій Орест Степанович, директор Моршинської школи-ліцею Стрийського району Львівської області, який керував навчальним закладом 31 рік. Закінчив Самбірську середню школу №1 у 1964 р., а в 1969 р. фізичний факультет Львівського держуніверситету. Відмінник народної освіти УРСР, відмінник освіти України, Заслужений працівник освіти України, шестиразовий депутат різних скликань Моршинської селищної ради, Стрийської міської ради, Стрийської районної ради та Моршинської міської ради в період з 1980 по 2021 роки. Делегат 111 з'їзду профспілок працівників освіти і науки України від Львівщини.(За матеріалами книги 2 Стрийщина, історія в іменах, Стрий "Щедрик" 2012 р. стор.121).
```

## Пам'ятки
В Ортиничах є дерев'яна церква Введення в Храм Пр. Богородиці [Архівовано 21 грудня 2019 у Wayback Machine.], збудована на місці давнішого храму. У ХІХ ст. церква Ортиничів була філіяльною (належала до) греко-католицької парохії у сусідньому селі Биків.

Церква Введення в храм Пресвятої Богородиці у селі Ортиничі
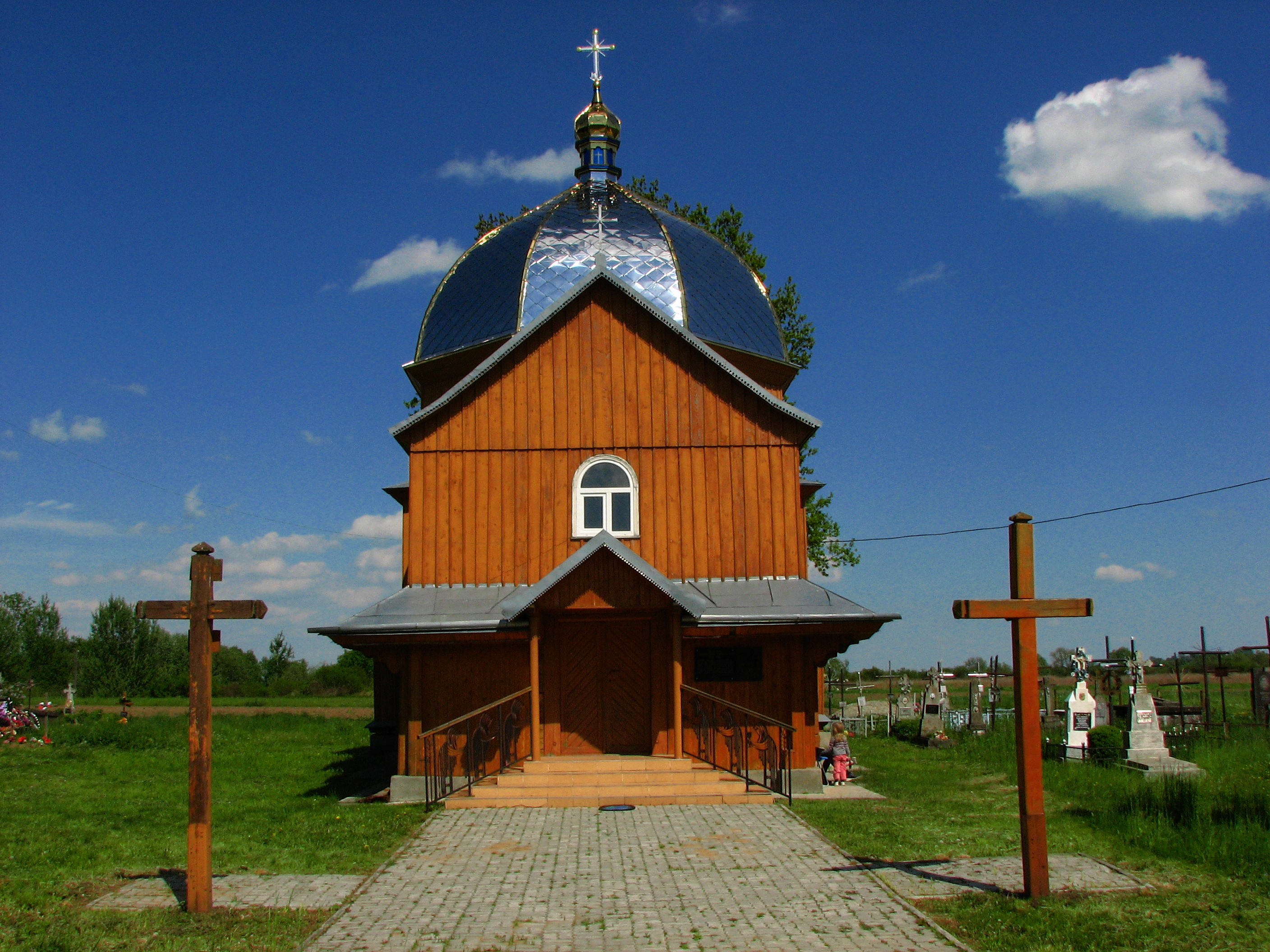
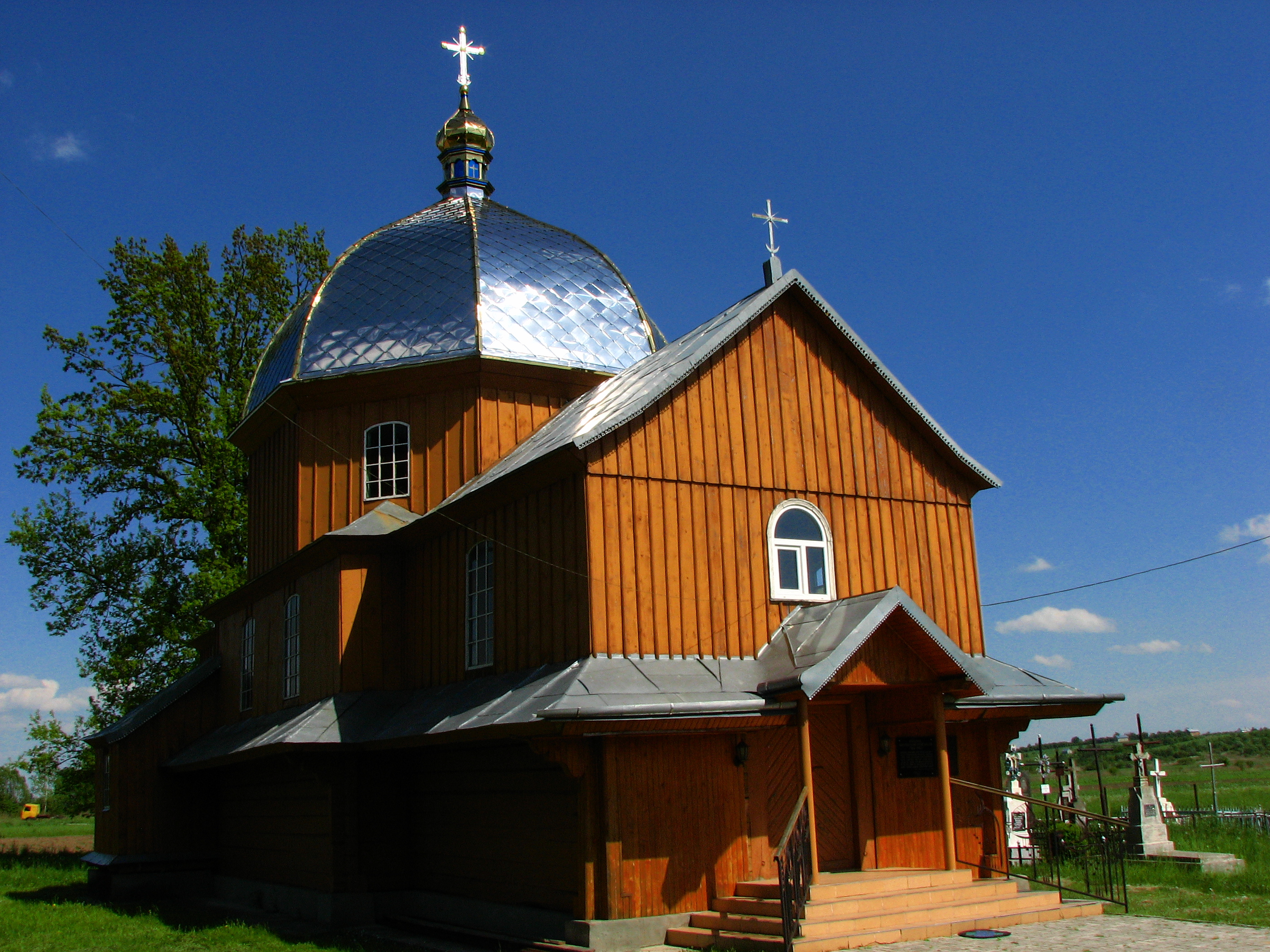
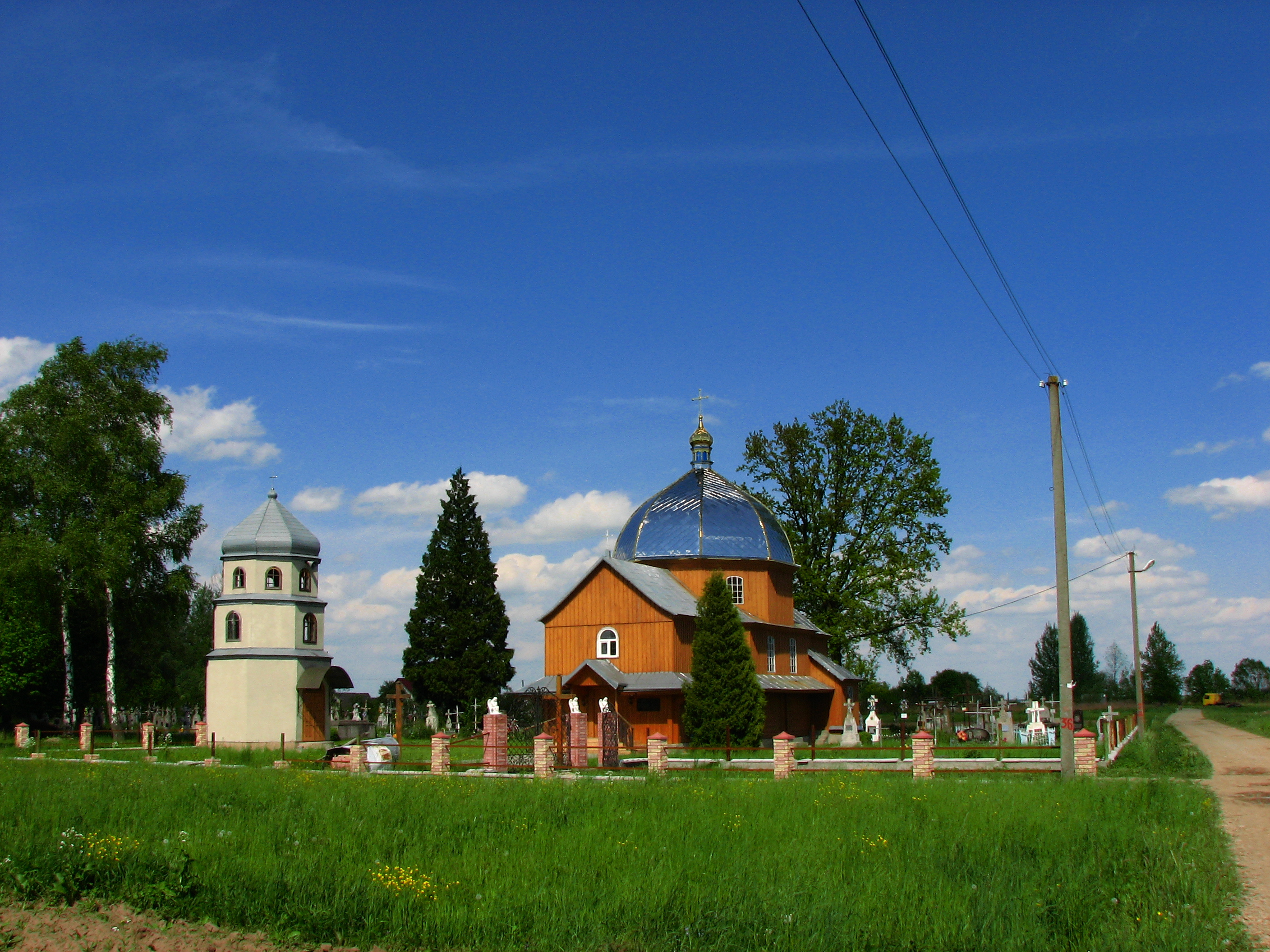
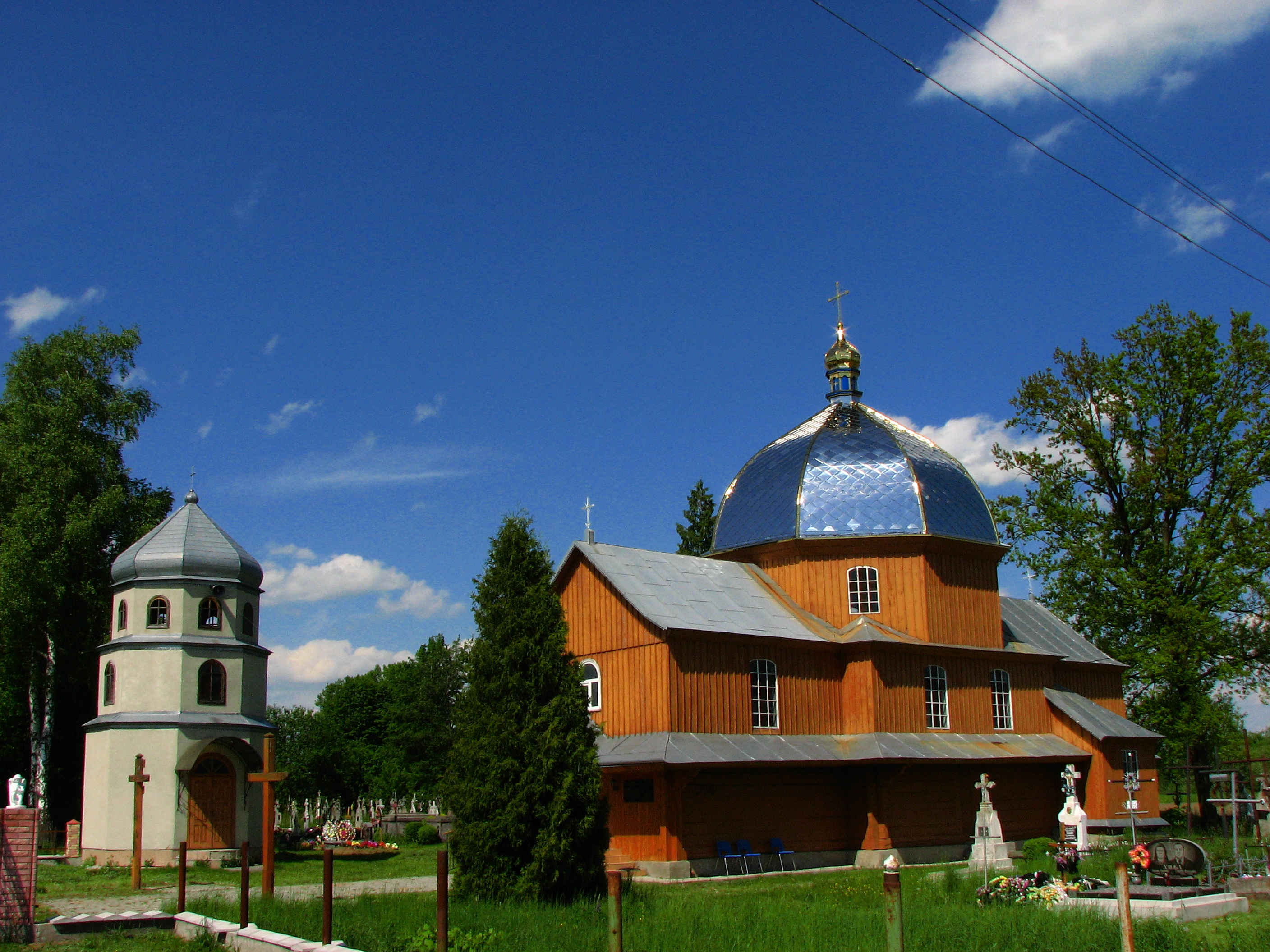
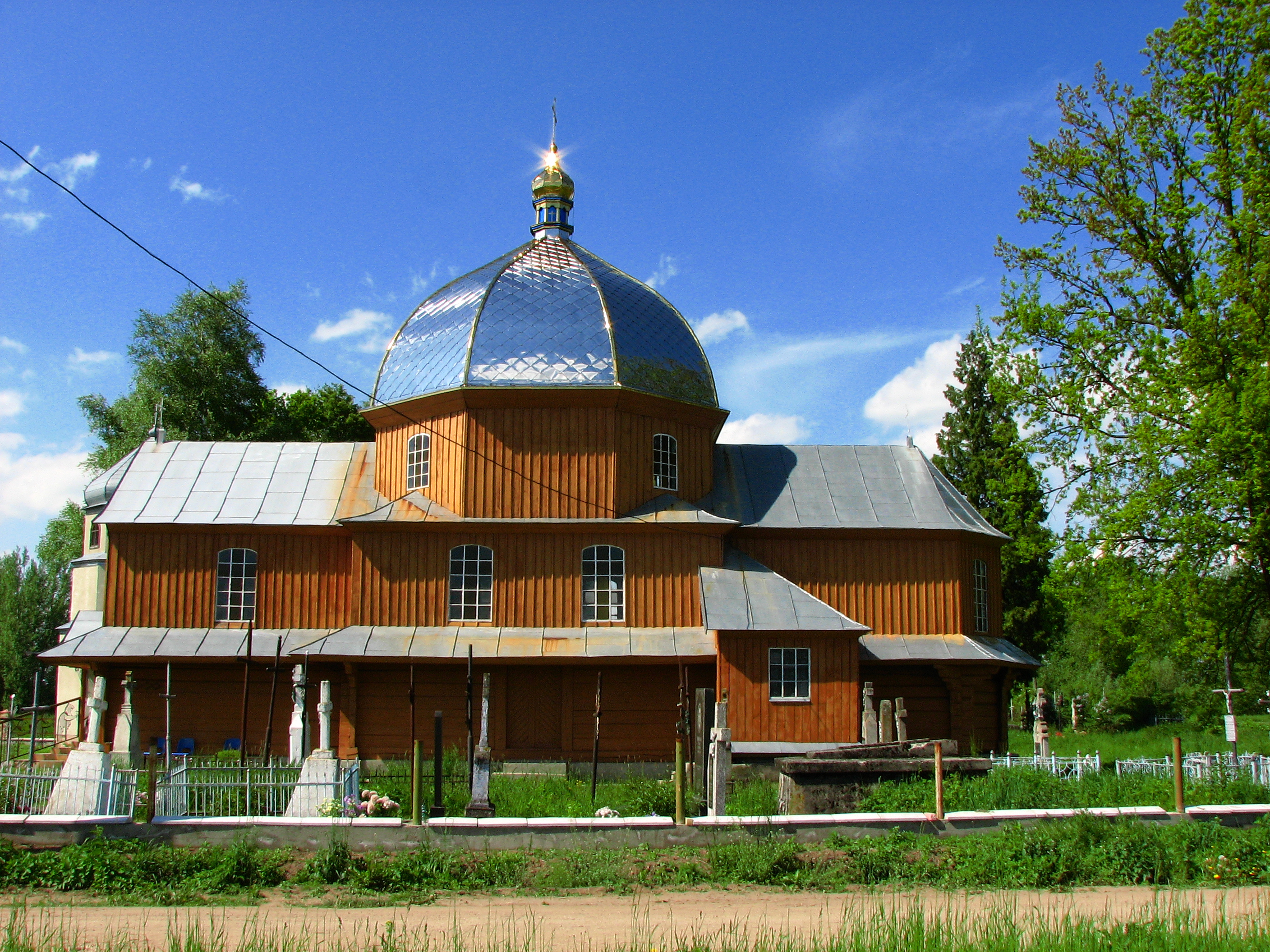